# Gombrèn
Gombrèn est une commune d'Espagne dans la communauté autonome de Catalogne, province de Gérone, de la comarque du Ripollès.

## Géographie
Commune située dans les Pyrénées

## Personnalités liées à la commune
- François Coll Guitart  (1812-1875), religieux dominicain, missionnaire populaire et fondateur de la congrégation des Sœurs Dominicaines de l'Annonciation, né à Gombrèn. L'Église catholique l'a reconnu saint le 11 octobre 2009.